# (301061) Egelsbach
(301061) Egelsbach est un astéroïde de la ceinture principale.

## Description
(301061) Egelsbach est un astéroïde de la ceinture principale. Il fut découvert le 28 octobre 2008 à Tzec Maun par Erwin Schwab. Il présente une orbite caractérisée par un demi-grand axe de 2,22 UA, une excentricité de 0,11 et une inclinaison de 2,9° par rapport à l'écliptique.

## Compléments